# بين برلين
بين برلين (بالألمانية: Ben Berlin)‏ هو موزع وعازف بيانو ألماني، ولد في 23 سبتمبر 1896 في تالين في إستونيا، وتوفي في 1944.